# Remi Rabenirina
Remi Joseph Rabenirina (* 6. März 1938) ist ein ehemaliger anglikanischer Bischof der Malagasy Diocese of Antananarivo und Erzbischof der Church of the Province of the Indian Ocean von 1995 bis 2005.

## Leben
Rabenirina erhielt seine Ausbildung an der University of Madagascar. Nach einer kurzen Laufbahn als Lehrer wurde er 1967 als anglikanischer Priester geweiht. Er war zunächst Parish Priest an St James’ Toamasina und in der Folge Vikar an St Matthew’s Antsiranana und an St John’s Ambohimangakely.
1984 wurde er zum Bischof von Antananarivo gewählt. Von diesem Posten zog er sich 2008 zurück. 1995 wurde er zudem zum Erzbischof der Church of the Province of the Indian Ocean gewählt. Diesen Posten hatte er bis 2005 inne. Für seine schriftstellerische Tätigkeit wurde er als Chevalier, Officier et Commandeur des Ordre Nationale Malgache ausgezeichnet.

## Werke
- An Open Door: a short history of the beginning of the Anglican Church in Northern Madagascar. 1969.
- Preaching the Cross. 1990.
- Some of the Saints remembered in the Anglican Church Calendar, Madagascar. 1998.